# Kochać cię – za późno
Kochać cię – za późno – piosenka zespołu Kombi z albumu Nowy rozdział. Muzykę do utworu skomponował Sławomir Łosowski, a tekst napisał Waldemar Tkaczyk. Piosenka zajęła czwarte miejsce na Liście przebojów Programu Trzeciego.
Utwór został nagrany również w wersji anglojęzycznej pt. „Be With You Too Late”. Ta wersja była prezentowana podczas Międzynarodowych Targów Muzycznych Midem 85 w Cannes.
W 2011 Iga Krefft nagrała kaszubskojęzyczny cover piosenki pod tytułem „Ledac ce”.

## Wykonawcy
- Sławomir Łosowski – instrumenty klawiszowe
- Grzegorz Skawiński – wokal, gitara
- Waldemar Tkaczyk – gitara basowa, perkusja elektroniczna
- Jerzy Piotrowski – perkusja elektroniczna